# Zespół Morgagniego-Stewarta-Morela

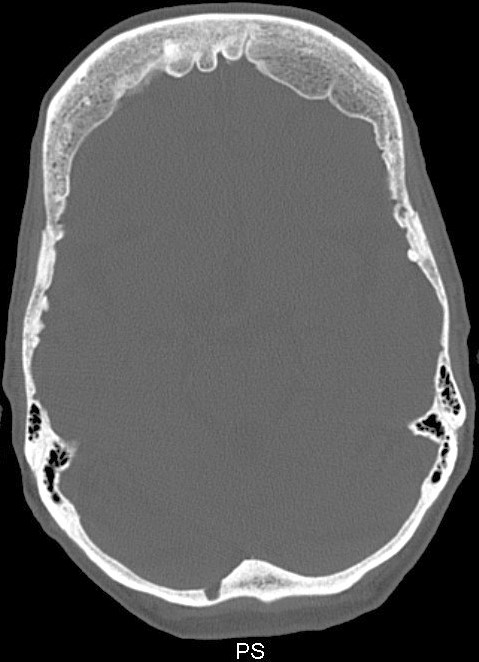
Obraz tomografii komputerowej czaszki u pacjenta z hyperostosis frontalis interna

Zespół Morgagniego-Stewarta-Morela (ang. Morgagni-Stewart-Morel syndrome, Morgagni’s trias, łac. hyperostosis frontalis interna) – rzadka choroba genetyczna, która charakteryzuje się trzema głównymi objawami: 1) przerostem wewnętrznej powierzchni kości czołowej, 2) otyłością i 3) wirylizmem i hirsutyzmem.

## Historia
Przypadek współwystępowania wirylizmu, otyłości i zgrubienia blaszki wewnętrznej kości czołowej opisał jako pierwszy Giovanni Battista Morgagni (1682–1771). Kolejnym który opisał zespół był angielski neurolog Douglas Hunt Stewart w 1928 roku. Szwajcarski lekarz Ferdinand Morel (1888–1957) w 1930 roku do obrazu klinicznego choroby dodał zaburzenia miesiączkowania i impotencję. Termin triady Morgagniego wprowadził Folke Henschen w 1937 roku.

## Etiologia i etiopatogeneza
Etiologia zespołu nie jest do końca poznana, ale wiąże się ją z przerostem i nadreaktywnością kory nadnerczy wskutek nadmiernego wydzielania ACTH, co wtórnie powoduje wystąpienie powyższych objawów. Sugerowano również związek objawów z podwyższonymi poziomami prolaktyny, ponieważ w populacji kobiet z mlekotokiem na tym tle hyperostosis frontalis występowała w 43% przypadków. Wykazano autosomalne dominujace dziedziczenie tej choroby. W 90% przypadków dotyczy ona kobiet.

## Objawy
- otyłość
- przerost wewnętrznej powierzchni kości czołowej (hyperostosis frontalis interna)
- wirylizm i hirsutyzm.

oraz:
- brak miesiączki
- zaburzenia tolerancji glukozy, cukrzyca
- polifagia
- polidypsja
- poliuria.

Objawy podmiotowe opisywane w tym zespole to zmęczenie, senność, zaburzenia widzenia, zawroty i bóle głowy, dzwonienie w uszach, zaburzenia węchu. Mogą występować zaburzenia psychiczne, spowodowane przerostem kości czołowych i rozpoznawane jako zespół czołowy.